# Commelina cameroonensis
Commelina cameroonensis är en himmelsblomsväxtart som beskrevs av John Kenneth Morton. Commelina cameroonensis ingår i släktet himmelsblommor, och familjen himmelsblomsväxter. Inga underarter finns listade.